# 日本産婦人科・新生児血液学会
日本産婦人科・新生児血液学会（にほんさんふじんかしんせいじけつえきがっかい、英語：The Japan Society of Obstetrical, Gynecological & Neonatal Hematology）は、産婦人科学ならびに新生児学における血液学の発展を目的として活動している学会。事務局を産業医科大学小児科学教室内に設置している。

## 沿革
- 1976年（昭和51年）日本産婦人科血液研究会設立
- 1981年（昭和56年）日本産婦人科・新生児血液研究会と改称
- 1991年（平成3年）日本産婦人科・新生児血液学会と改称

## 学会誌
- 『日本産婦人科・新生児血液学会誌　The Japanese Journal of Obstetrical, Gynecological & Neonatal Hematology』（和文、年2回発行）